# Reprezentacja Chińskiej Republiki Ludowej na Mistrzostwach Świata w Narciarstwie Klasycznym 2007
Reprezentacja Chińskiej Republiki Ludowej na Mistrzostwach Świata w Narciarstwie Klasycznym 2007 liczyła 10 sportowców. Najlepszym wynikiem było 10. miejsce drużynowo w sprincie drużynowym i sztafecie kobiet. Najlepszym wynikiem indywidualnym było 18. miejsce Li Hongxue w biegu kobiet na 30 km.

## Wyniki

### Biegi narciarskie mężczyzn
Sprint
- Wan Xia – 41. miejsce
- Sun Qinghai – 48. miejsce
- Bian Wenyou – 58. miejsce
- Wang Songtao – 64. miejsce

Sprint drużynowy
- Wang Songtao, Li Geliang – 19. miejsce

Bieg na 15 km
- Wang Songtao – 35. miejsce
- Bian Wenyou – 85. miejsce
- Wan Xia – 92. miejsce
- Li Geliang – 100. miejsce

Bieg na 30 km
- Wan Xia – 48. miejsce
- Li Geliang – 56. miejsce
- Bian Wenyou – 58. miejsce
- Sun Qinghai – nie ukończył

Bieg na 50 km
- Bian Wenyou – zdublowany
- Wan Xia – nie ukończył
- Li Geliang – nie ukończył

Sztafeta 4 × 10 km
- Wan Xia, Sun Qinghai, Wang Songtao, Li Geliang – 17. miejsce

### Biegi narciarskie kobiet
Sprint
- Man Dandan – 44. miejsce
- Li Hongxue – 47. miejsce
- Song Bo – 54. miejsce
- Hou Yuxia – 59. miejsce

Sprint drużynowy
- Man Dandan, Hou Yuxia – 10. miejsce

Bieg na 10 km
- Liu Yuanyuan – 39. miejsce
- Li Hongxue – 43. miejsce
- Song Bo – 63. miejsce

Bieg na 15 km
- Li Hongxue – 30. miejsce
- Liu Yuanyuan – 45. miejsce
- Hou Yuxia – 47. miejsce
- Man Dandan – 49. miejsce

Bieg na 30 km
- Li Hongxue – 18. miejsce
- Song Bo – 42. miejsce
- Liu Yuanyuan – nie ukończyła

Sztafeta 4 × 5 km
- Man Dandan, Li Hongxue, Liu Yuanyuan, Hou Yuxia – 10. miejsce